# Úmluva o pracovnících v cizích domácnostech
Úmluva o pracovnících v cizích domácnostech (anglicky Convention Concerning Decent Work for Domestic Workers; Convention No. 189) je mezinárodní úmluvou, kterou přijala Mezinárodní organizace práce (ILO) 16. června 2011. Ta představuje významný mezník v přístupu k placené práci v cizí domácnosti, neboť zajišťuje dodržování základních pracovních standardů a decentní podmínky pro tyto pracovníky.  Tuto, ne příliš viditelnou práci přitom vykonává podle průzkumů ILO minimálně 53 miliónů, ale možná až 100 milionů osob na celém světě . Ženy představují přibližně 92 procent z nich .

## Práva
Státy, které úmluvu ratifikují, budou muset zajistit  dodržování základních pracovních standardů, jako jsou „rozumná“ délka pracovní doby, minimální doba nepřerušeného odpočinku alespoň 24 hodin za týden nebo omezení nepeněžních forem odměny. Pro pracovnice žijící přímo v rodinách stanovuje například požadavky ohledně jejich soukromí a kontroly pracovních podmínek. Úmluva také zdůrazňuje nutnost podpořit právo pracovníků v domácnosti na svobodné sdružování a kolektivní vyjednávání. 
Úmluva má ale také několik omezení. Tím nejzásadnějším je, že se vztahuje pouze na osoby, které pracují na zaměstnanecký poměr. Netýká se těch, kdo pracují na živnostenský list nebo bez dokumentů.

## Proces ratifikace
Vyjednávání o finální podobě úmluvy trvala dva roky. Úmluva vychází z poznatků ILO z řady výzkumů o počtech a zkušenostech pracovnic v domácnostech. Valná většina zemí hlasovala pro přijetí, jediné Svazijsko bylo proti a osm zemí včetně České republiky se zdrželo hlasování. Úmluva je závazná pro každou zemi, která ji ratifikuje. Vstupuje v platnost v září 2013, tedy rok po ukončení ratifikace Uruguayí a Filipínami. Úmluvu kromě těchto dvou zemí ratifikovaly také Itálie, Bolívie, Jižní Afrika, Nikaragua, Paraguay a Mauritius . Nově též Německo . Česká republika ji vzala na vědomí, ale odmítla ji nechat ratifikovat.

## Situace v České republice
Česká vláda úmluvu sice vzala formálně na vědomí, ale odmítla ji navrhnout k ratifikaci. Uvedla přitom, že pracovnice v domácnostech představují pouze marginální skupinou na trhu práce v ČR a že se toto téma týká spíše rozvojových zemí, a že proto není důvod upravovat existující pracovní právo . To kritizují představitelé nevládních organizací pracující s migranty i akademické odbornice, které ze svých výzkumů i ze sociálního poradenství mají velmi odlišné zkušenosti. Podle nich placenou práci v domácnostech vykonává každá druhá migrantka v Česku .
Aktuálně sice spadá práce v domácnosti pod zákoník práce a měla by se na ni vztahovat stejné podmínky, nicméně zajištění některých práv definovaných v úmluvě je problematické. To se týká 
zejména zajištění důstojných životních podmínek respektujících soukromí zaměstnankyň, problematiky pracovní doby a kontroly dodržování práv. Zvláště poslední bod představuje klíčovou otázku, kterou by bylo třeba vyřešit. Aktuálně má totiž před inspekcí pracoviště a ochranou práv zaměstnance přednost nedotknutelnost obydlí – kontrola dodržování práv zaměstnankyň je tedy zvláště v případě bydlení v rodině v podstatě nemožná.   